# 印第安纳大学俱乐部
印第安纳大学俱乐部（Indiana Memorial Union）是美国印第安纳州印第安纳大学布卢明顿分校的一座学生会建筑，位于东七街900号，面朝校园河和邓恩草地。
该建筑于1932年落成，占地近500,000平方英尺（46,000平方米），是世界上最大的学生会建筑之一。内设酒店、餐厅、书店、保龄球馆、电子产品商店以及讲师、会议、会议和表演的聚会空间。该建筑的学生活动大楼内还设有印第安纳大学的学生会办公室，多达50个校园组织在此定期举行会议。
该建筑的初始建造时间为1931年至1932年，由Granger and Bollenbacher公司设计。比德尔酒店和会议中心于1960年建成，设有189间客房和超过50,000平方英尺的会议空间，每年举办超过17,000场活动。
俱乐部一楼的纪念室向曾在美国军队服役的印第安纳大学人物致敬。这个房间里有一本金书，里面记载了自1812年战争以来印第安纳大学服役人员的名字。